# Фаакер
Фаакер (нім. Faaker See, словен. Baško jezero) — озеро на півдні Австрії у землі Каринтія. Площа озера близько 2,2 км, максимальна глибина — 29,5 м. Озеро відоме своєю бірюзовою водою. Це відбувається завдяки річці Ворониця, що впадає в озеро, яка несе частинки вапняку, що створюють ефект блакитного світіння.
Озеро Фаакер знаходиться на території незабутніх і екзотичних альпійських лугів. Крім того, тут же можна побачити обриси відомих в Австрії скель Караванкен. Ліси і поля, які оточують озеро Фаакер, притягують туристів з усього світу.
У літню пору, вода прогрівається до 27 градусів. Дуже часто на поверхні озера Фаакер катаються на простих і моторних човнах. На озері Фаакер знаходиться прекрасний туристичний центр, на території якого можна добре відпочити. Там є супермаркети, кафе, бари, ресторани, нічні клуби. Озеро так само приваблює сюди любителів рибної ловлі, зокрема сига.
По мальовничим лісовим дорогам добре бродити пішки. Тут є велосипедні траси, стайні, де можна взяти коней напрокат. З травня по жовтень на озері Фаакер проводяться численні заходи, свята, селянські ярмарки. Озеро Фаакер вже давно отримало назву найчистішого озера на території Альп.